# NGC 7626
NGC 7626 (również PGC 71140 lub UGC 12531) – galaktyka eliptyczna (E), znajdująca się w gwiazdozbiorze Pegaza. Odkrył ją William Herschel 26 września 1785. Jest zaliczana do radiogalaktyk.